# Macrodactylus amoenus
Macrodactylus amoenus är en skalbaggsart som beskrevs av Frey 1975. Macrodactylus amoenus ingår i släktet Macrodactylus och familjen Melolonthidae. Inga underarter finns listade i Catalogue of Life.